# Manfred Schneckenburger
Manfred Schneckenburger (* 1. Dezember 1938 in Stuttgart; † 3. Dezember 2019 in Köln) war ein deutscher Kunsthistoriker, Hochschullehrer und künstlerischer Leiter von internationalen Kunstausstellungen. Er war der Einzige, der die documenta in Kassel zweimal (1977 und 1987) geleitet hat.

## Leben
Manfred Schneckenburger studierte Germanistik, Geschichte, Kunstgeschichte und Ethnologie. Zunächst war er als Gymnasiallehrer tätig. Dann absolvierte er an der Staatsgalerie in Stuttgart ein Volontariat und schrieb Kunst- und Theaterkritiken. Von 1969 bis 1972 war Schneckenburger als Ausstellungsreferent beim Olympia-Komitee in München tätig und ab 1970 an der Organisation und Durchführung der Olympiaausstellung Weltkulturen und moderne Kunst in München 1972 beteiligt. Von 1973 bis 1974 war er Direktor der Kunsthalle Köln.
Schneckenburger starb kurz nach seinem 81. Geburtstag in Köln und wurde am 27. Dezember 2019 auf dem Kölner Zentralfriedhof Melaten beigesetzt.

## documenta 6 und 8
Schneckenburger wurde zum künstlerischen Leiter der documenta 6 berufen, die 1977 in Kassel stattfand. Anschließend war er freischaffend tätig, machte Ausstellungen und publizierte Bücher und Kataloge zur Kunst des 20. Jahrhunderts. Im Jahr 1984 wurde er zum zweiten Mal als künstlerischer Leiter nach Kassel berufen und kuratierte die documenta 8 1987.

## Lehrtätigkeit
In den Jahren zwischen und nach den Aufgaben als zweimaliger documenta-Kurator war Manfred Schneckenburger zudem als Hochschullehrer tätig, so zum Beispiel in Bochum. Nach dem Ende der d8 übernahm er 1987 die documenta-Professur an der Gesamthochschule Kassel (GHK Universität Kassel) bis 1989.
Ab 1991 war er Professor für „Kunst und Öffentlichkeit“ an der Kunstakademie Münster und von 1995 bis 2003 auch deren Rektor.

## lichtsicht-Biennale
Im Jahre 2007 wurde Schneckenburger zum Kurator der Projektions-Biennale „lichtsicht“ in Bad Rothenfelde berufen, die er bis 2013 leitete. Alle zwei Jahre lud Schneckenburger dazu Videokünstler aus der ganzen Welt ein, ihre aktuellen Werke auf die Gradierwerke im Kurpark von Bad Rothenfelde zu projizieren.

## Werke
Manfred Schneckenburger hat zahlreiche Bücher und Kataloge zur Kunst und zur Architektur veröffentlicht und war Mit-Autor einer zweibändigen Ausgabe zur Kunst des 20. Jahrhunderts.

## Ehrungen und Auszeichnungen
- 2004: Bundesverdienstkreuz 1. Klasse des Verdienstordens der Bundesrepublik Deutschland